# Emil Neubert
Ernst Emil Louis Neubert (* 10. März 1832 in Blankenstein; † 7. Mai 1916 in Hamburg) war ein deutscher Handelsgärtner.

## Leben und Wirken
Emil Neubert verbrachte Kindheit und Jugend in einem Pfarrhaus in Blankenstein. Von 1846 bis 1849 absolvierte er eine Berufsausbildung bei der Handelsgärtnerei Maybier in Dresden und arbeitete anschließend in verschiedenen Gärtnereien in Quedlinburg. 1852 zog Neubert nach Hamburg, wo er als Gehilfe von Carl Hinrich Harmsen arbeitete. 1855 lebte Neubert für längere Zeit in England und von 1856 bis zum Frühjahr 1858 in Frankreich. Nach der Rückkehr in die Hansestadt erwarb der Gärtner im Juli 1858 das Landesbürgerrecht der Landherrenschaft der Geestlande.
Im August 1858 heiratete Neubert Bertha Harmsen, die eine Tochter von Carl Hinrich Harmsen war. Einen Monat später eröffnete Neubert eine eigene Kunst- und Handelsgärtnerei und eine Blumenhandlung auf dem Betriebsgelände seines Schwiegervaters an der Lübecker Straße 88. Es handelte sich dabei um eine der ersten Blumenhandlungen in Hamburg. Einige Jahre später zog der Betrieb in die Güntherstraße; große Teile des Betriebsgeländes wurden 1874 wieder veräußert. 1880 übernahm der Gärtner ein 2,5 Hektar großes Gelände in der Ahrensburger Straße, das seinem Schwager Ernst C. Harmsen gehört hatte. Neubert betrieb hier acht Gewächshäuser für Warmhaus- und Zimmerpflanzen und spezialisierte sich auf die Kultur von Klivien und Brunfelsia pauciflora. Das erfolgreiche Blumengeschäft blieb in der Güntherstraße und schloss nach dem Tod von Bertha Neubert 1920. Das Geschäft war hoch angesehen und noch Jahrzehnte nach der Schließung bekannt für die angebotenen Gewächse.
1895 verkaufte Emil Neubert alle Geschäfte an seinen zweitältesten Sohn Woldemar, arbeitete jedoch weiterhin im Unternehmen mit. Emil Neubert war lange Ehrenmitglied des Gartenbauvereins für Hamburg, Altona und Umgebung. Er starb Mitte 1916 aufgrund eines Arbeitsunfalls. Seine Grabstätte befindet sich auf dem Friedhof Ohlsdorf. Sie liegt südöstlich des Haupteingangs an der Fuhlsbüttler Straße im Planquadrat L 7.

## Ehrung
Die Neubertstraße in Hamburg-Hohenfelde ist nach Emil Neubert und dessen Gärtnereibetrieben benannt.